# Józef Piernikarczyk
Józef Piernikarczyk (ur. 15 lutego 1885 w Wieszowie, zm. 10 sierpnia 1946 w Chorzowie) – polski górnik, nauczyciel, historyk oraz działacz kulturalno-oświatowy na Górnym Śląsku.

## Życiorys
Urodził się w 1885 roku w Wieszowie w rodzinie robotniczej. W 1899 roku ukończył szkołę ludową. Pracował jako górnik w kopalni „Ludwigsglück” (obecnie Kopalnia Węgla Kamiennego Ludwik) znajdującej się w Biskupicach. W czasie pracy w kopalni zdradzał zainteresowanie nauką i dzięki pracy własnej jako samouk zdał w wieku 29 lat eksternistyczną maturę. Podjął wkrótce studia teologiczne we Fryburgu, ale w 1914 roku przerwało je powołanie do niemieckiego wojska podczas I wojny światowej. W czasie wojny walczył na froncie zachodnim. Dopiero po jej zakończeniu w 1918 ponownie podjął studia w Krakowie, na Wydziale Filozoficzno-Historycznym Uniwersytetu Jagiellońskiego.
Założył amatorski zespół teatralny „Wesołość”, który w czasie plebiscytu dawał przedstawienia na Górnym Śląsku odwiedzając wiele miejscowości m.in. Bytom, Koźle, Rybnik, Strzelce, Tarnowskie Góry, Zabrze oraz liczne wsie górnośląskie. W okresie międzywojennym był nauczycielem w Lublińcu oraz Tarnowskich Górach (obecnie II Liceum Ogólnokształcące im. Stanisława Staszica). W latach 1937–1939 pełnił funkcję dyrektora Archiwum Wojewódzkiego w Katowicach. Był członkiem Towarzystwa Przyjaciół Nauk na Górnym Śląsku oraz Stowarzyszenia Miłośników Ziemi Tarnogórskiej. Po wybuchu II wojny światowej uciekł na Węgry, gdzie został internowany. Na Górny Śląsk powrócił w 1941 roku i został nauczycielem gimnazjalnym w Tarnowskich Górach.

## Dzieła
Józef Piernikarczyk był autorem wielu książek o tematyce historycznej oraz popularnonaukowej związanych tematycznie ze Śląskiem:
- „Ilustrowana księga pamiątkowa Górnego Śląska”, 1923[3],
- „Tarnowskie Góry kolebka przemysłu śląskiego”, 1926[4],
- „Historia miasta Tarnowskich Gór 1526-1926”, 1926[5],
- „Pierwsza polska ustawa górnicza czyli Ordunek Gorny”, 1928[6],
- „Historja górnictwa i hutnictwa na Górnym Śląsku”, 1933, dwa tomy[7],
- „Dzieje śląskiego prawa górniczego”, 1933[8],
- „Podziemia tarnogórskie”, 1937[9].

## Upamiętnienie
- Ulice Józefa Piernikarczyka w Tarnowskich Górach, Rudzie Śląskiej, Katowicach i innych miastach.
- Tablica upamiętniająca Józefa Piernikarczyka na fasadzie Zabytkowej Kopalni Srebra w Tarnowskich Górach.